# Бобровский, Иосиф Исаакович
Иосиф Исаакович Бобровский (1 сентября 1922, Полтава — 30 марта 1996, Новосибирск) — советский трубач, дирижёр, композитор, профессор (1986), заведующий кафедрой духовых и ударных инструментов Новосибирской государственной консерватории имени М. И. Глинки (1969—1987), заслуженный деятель искусств Российской Федерации. Награждён орденом «Красная звезда», «Отечественной войны» II степени, медалями «За отвагу», «За взятие Будапешта», «За взятие Вены», «За победу над Германией в Великой Отечественной войне 1941—1945 гг.» и др.

## Биография
Родился в 1922 году в украинском городе Полтава, в рабочей семье Исаака Абрамовича и Анны Михайловны. В 1940 году окончил духовое отделение Полтавского музыкального училища по классу трубы Н. Мистрюкова. В юности, будучи рядовым Советской Армии, Иосиф Исаакович прошел всю Великую Отечественную войну — в 1942 году начался его путь на фронтах Великой Отечественной войны в составе 99-й Краснознаменной Житомирской дивизии, участвовал в освобождении Будапешта, Вены, окончание войны застало его в чешском городе Нетолице.

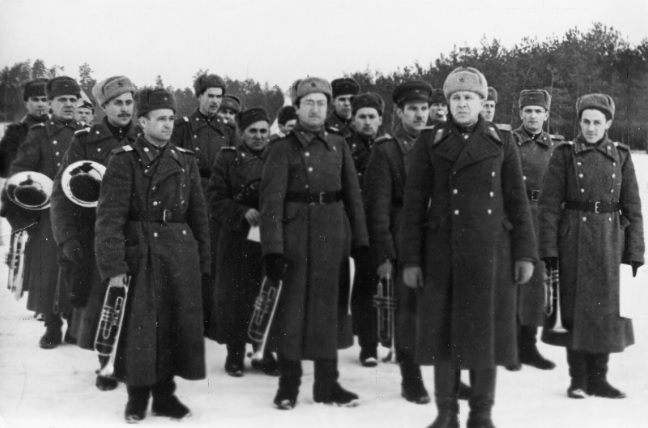
Духовой оркестр 99-й Краснознаменной Житомирской дивизии имени А. В. Суворова (И. И. Бобровский первый справа)

В 1945—1946 годах Иосиф Исаакович работал артистом оркестра Полтавской филармонии, затем поступил в Киевскую консерваторию. В 1952 году окончил оркестровый факультет по классу трубы заслуженного деятеля искусств Украинской ССР, профессора В. М. Яблонского. Параллельно с учёбой продолжал накопление исполнительского опыта оркестрового музыканта в оркестрах Киевского радиокомитета и Киевского оперного театра. Украинский период жизни и деятельности завершила работа солистом симфонического оркестра Одесского оперного театра (1952—1955).

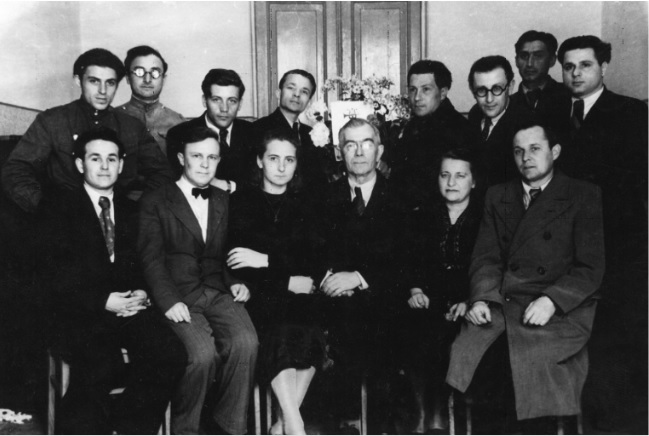
Профессор В. М. Яблонский (первый ряд, в центре) и его ученики. Первый во втором ряду (слева) И. И. Бобровский

В Новосибирск Иосиф Исаакович приехал в 1955 году по приглашению в симфонический оркестр Новосибирского государственного академического театра оперы и балета. Артистка оркестра оперного театра, арфистка Надежда Николаевна Покровская вспоминала:
«Из солистов оркестра тогда (в 1950-60-е годы) выделялись флейтист В. Г. Шкетин, валторнист Г. А. Чебоксаров и трубач И. И. Бобровский. Исполнение Иосифом Исааковичем Бобровским всех соло трубы во всех спектаклях сразу обращало на себя внимание и технической безупречностью, и особенным, серебряным, ярким без крикливости тембром. Так что в Большом [театре] был Докшицер, а в НГАТОиБ — Бобровский, всегда приветливый, всегда озабоченный своими трубными делами и всегда с распухшими, потрескавшимися от игры губами. По-моему, он занимался круглосуточно».
С 1956—1996 — преподаватель кафедры духовых и ударных инструментов НГК имени М. И. Глинки: профессор (1986); заведующий кафедрой (1969—1987), в 1970—1990 — руководитель оркестрового класса и дирижёр студенческого духового оркестра.

## Педагогическая деятельность в Новосибирске
Педагогическая деятельность И. И. Бобровского в Новосибирске началась в 1955/56 учебном году в духовой военно-музыкальной школе. С сентября 1956 года последовали четыре десятилетия работы в Новосибирской консерватории и, параллельно, в средних музыкальных учебных заведениях города. В специальном классе профессора были студенты и ассистенты-стажеры консерватории, учащиеся Новосибирского музыкального училища и музыкальной школы-десятилетки при консерватории.
С целью совершенствования методики обучения духовиков, он организовывал методическую работу в ДМШ и музыкальных училищах Сибири, проводил мастер-классы, выступал с докладами на научных конференциях и семинарах (темы докладов — «О состоянии и улучшении методики преподавания в училищах Сибири и Дальнего Востока на духовых инструментах», «О новейших исследованиях и проблемах методики обучения на духовых инструментах» и др.), участвовал в работе городских, краевых, российских и международных конкурсов исполнителей на духовых и ударных инструментах (член жюри отборочного прослушивания к Международному конкурсу 1971 года; выступил в качестве почетного члена жюри и был награждён почетной грамотой и памятной медалью Международного конкурса в чешском городе Краслице в 1976 году и др.), возглавлял государственные экзаменационные комиссии в Сибири и в Уральской зоне. Также по инициативе И. И. Бобровского в 1979 году открыты ДМШ при 1 городском детском доме и в 150-м интернате Новосибирска.

Иосиф Исаакович Бобровский является основателем новосибирской школы трубы, воспитанники которой представляют Новосибирск во многих оркестрах бывшего Советского Союза, России и сегодня. Выпускники класса Бобровского служат в филармонических и театральных музыкальных коллективах, преподают в музыкальных вузах, средних учебных заведениях и школах Новосибирска. Не замыкаясь узкими рамками только своего инструмента, И. И. Бобровский учил тромбонистов, саксофонистов, подготовил группу валторнистов. Среди последователей школы Бобровского — заслуженные артисты России Владимир Чеботарев и Олег Тончук, трубачи Виталий Горохов и Сергей Архипов, тромбонисты, заслуженные артисты России Виктор Бударин и Олег Голюнов, саксофонист, заслуженный артист России Владимир Толкачев.

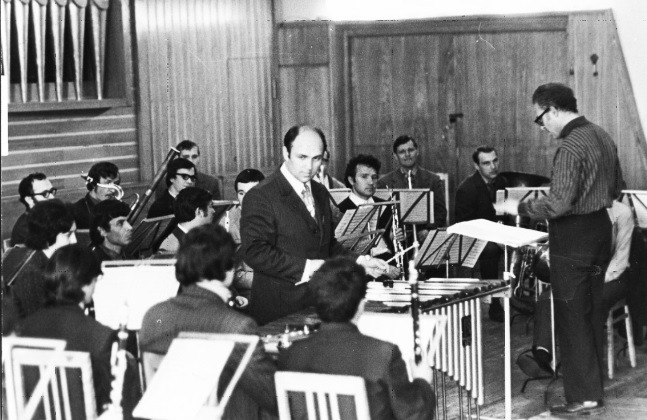
На репетиции духового оркестра в Большом зале НГК. За дирижерским пультом — И. И. Бобровский, у ксилофона — В. Л. Сурначев

«Меня поразила манера его общения со студентами. С совсем юными музыкантами он разговаривал как с равными, обращался к нам с большим уважением. Своих учеников Иосиф Исаакович всегда называл „деточки“, в памяти его учеников, его „деточек“, он навсегда останется добрым, милым, бесконечно преданным делу воспитания музыкантов Учителем», — С. А. Архипов.

Идеи И. И. Бобровского не получили оформления в виде законченного учебно-методического пособия, подобного существующим «школам», что, однако, не мешает выявлению системы конкретных методических установок профессора. В частности, 
«Его творческие методы основываются на глубоком знании принципов и закономерностей игровой деятельности исполнителей, на целостно-системном подходе к формированию профессионального мастерства, на последовательности воспитания учащихся духовых отделений в начальной, средней и высшей стадиях музыкального образования».

## Дирижёр духового оркестра

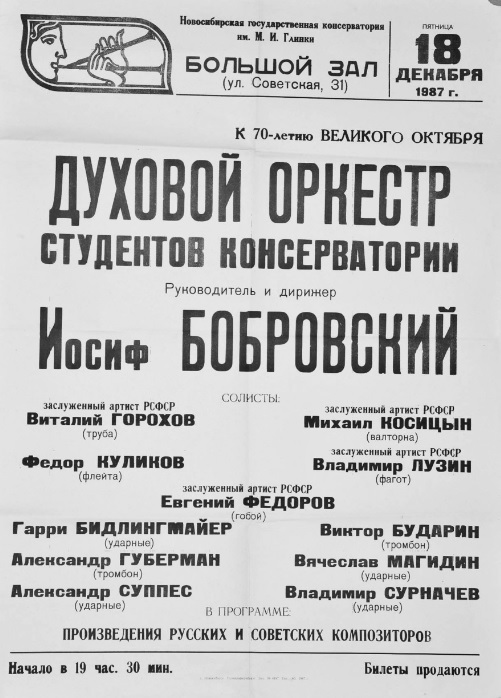

В 1970 и 1980-е годы главное направление исполнительской деятельности И. И. Бобровского связано с дирижированием духовым оркестром студентов Новосибирской консерватории. Оркестр успешно работал на протяжении двух десятилетий, все годы его художественным руководителем и дирижером был Иосиф Исаакович. Премьера нового студенческого коллектива состоялась в июне 1970 года. В программе были переложения Концерта для оркестра А. Вивальди и Элегии из Струнной серенады П. Чайковского, произведения советских авторов А. Арутюняна, Д. Кабалевского, Г. Свиридова и сибирских композиторов В. Денбского, А. Новикова, Н. Луганского, а также произведения самого И. Боборовского — «Романс» для трубы и фортепиано, Прелюдия и Юмореска, Концерт для трубы.

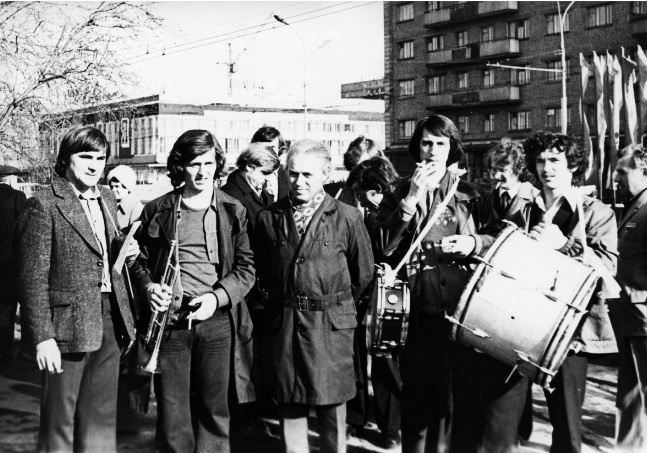
Духовой оркестр студентов Новосибирской консерватории на Первомайской демонстрации. В центре — И. И. Бобровский

Репертуар оркестра состоял из трех групп произведений: симфоническая классика в переложениях для духового оркестра, жанр концерта для солирующего инструмента с оркестром, оригинальные произведения для духового оркестра.

## Композиторское творчество
Композиторское творчество И. И. Бобровского началось одновременно с педагогической работой в Новосибирской консерватории.
Список авторских композиций:
- Пьесы для трубы и фортепиано, «Скерцино», «Песня», «Танец» (дуэт) для ансамбля труб;

- 30 этюдов для трубы;

- 25 ежедневных упражнений для трубы:

- 22 легких этюда для трубы;

- переложения для трубы и фортепиано;

- 2 сюиты для трубы соло;

- 4 импровизации для трубы;

- 3 фантастических рисунка для валторны;

- Концерт для трубы и фортепиано.

Публикация сочинений началась почти сразу с момента появления сочинений: в 1961 году издательство «Советский композитор» опубликовало «Скерцино», в 1963 и 1964 годах киевское издательство «Мистецтво» включило этюды и пьесы в «Начальную школу игры на трубе» И. М. Кобеца, в 1969 — опубликовало Концерт. Первая сюита для трубы соло была опубликована в болгарском издательстве «Наука и искусство» в 1972 году. В 1970 и 1980-е годы произведения И. И. Бобровского издавались «Советским композитором» и «Музыкой». С целью сохранения и популяризации творческого наследия композитора, издательство Новосибирской консерватории в 2012 и 2013 годах опубликовало Сборник пьес для трубы и фортепиано (7 пьес), Концерт для трубы с фортепианным вариантом оркестровой партитуры, Сюиту № 1 и Сюиту № 2 (С. А. Архипов).

## Память

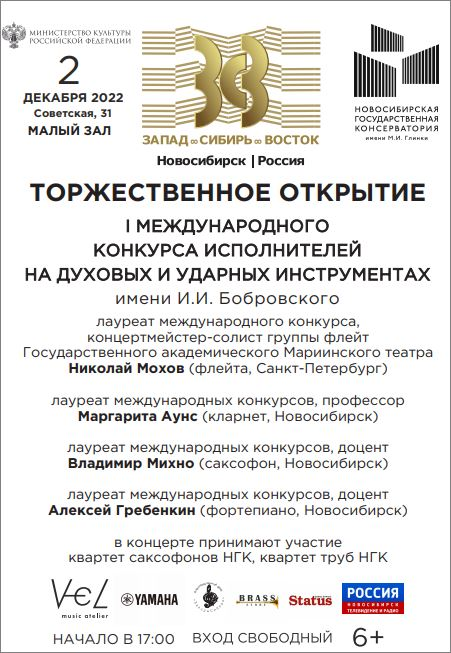
Афиша Торжественного открытия I Международного конкурса исполнителей на духовых и ударных инструментах имени И. И. Бобровского

Архив И. И. Бобровского хранится в фонде Музейной лаборатории НГК имени М. И. Глинки.
С 2022 года в Новосибирской государственной консерватории имени М. И. Глинки проводится Международный конкурс «Запад — Сибирь — Восток»: конкурс исполнителей на духовых и ударных инструментах имени И. И. Бобровского.
Открытие I Международного конкурса «Запад — Сибирь — Восток»